# Liste der Biografien/Kiw
Liste der Biografien |
Portal Biografien |
Personensuche
# |
A |
B |
C |
D |
E |
F |
G |
H |
I |
J |
K |
L |
M |
N |
O |
P |
Q |
R |
S |
T |
U |
V |
W |
X |
Y |
Z |
?
 
Ka |
Kb |
Kc |
Kd |
Ke |
Kf |
Kg |
Kh |
Ki |
Kj |
Kl |
Km |
Kn |
Ko |
Kp |
Kr |
Ks |
Kt |
Ku |
Kv |
Kw |
Ky |
Kx |
Kz
 
Kia |
Kib |
Kic |
Kid |
Kie |
Kif |
Kig |
Kih |
Kii |
Kij |
Kik |
Kil |
Kim |
Kin |
Kio |
Kip |
Kir |
Kis |
Kit |
Kiu |
Kiv |
Kiw |
Kix |
Kiy |
Kiz
Die Liste der Biografien führt alle Personen auf, die in der deutschsprachigen Wikipedia einen Artikel haben. Dieses ist eine Teilliste mit 27 Einträgen von Personen, deren Namen mit den Buchstaben „Kiw“ beginnt.

## Kiw

### Kiwa
- Kiwa, Dmytro (1942–2024), ukrainischer Flugzeugkonstrukteur
- Kiwa, Ija (* 1984), ukrainische Dichterin, Übersetzerin, Journalistin und Kritikerin
- Kiwalow, Serhij (* 1954), ukrainischer Politiker und Jurist
- Kiwan, Rami (* 2000), bulgarischer Boxer
- Kiwanga, Kapwani (* 1978), kanadisch-französische Künstlerin
- Kiwanuka Lote, Denis (1938–2022), ugandischer Geistlicher, römisch-katholischer Erzbischof von Tororo
- Kiwanuka, Benedicto (1922–1972), ugandischer Politiker
- Kiwánuka, Joseph (1899–1966), ugandischer Geistlicher, Apostolischer Vikar bzw. Bischof von Masaka und Erzbischof von Rubaga
- Kiwanuka, Michael (* 1987), britischer Soulsänger und Songwriter
- Kiwanuka, Namugenyi (* 1975), kanadische Fernsehmoderatorin

### Kiwe
- Kiwe, Til († 1995), deutscher Schauspieler und Synchronsprecher
- Kiwert, Zbigniew (* 1939), litauischer Skifahrer und Rallyefahrer polnischer Abstammung

### Kiwi
- Kiwic, Rahel (* 1991), Schweizer FußballspielerinRahel Kiwic (* 1991)

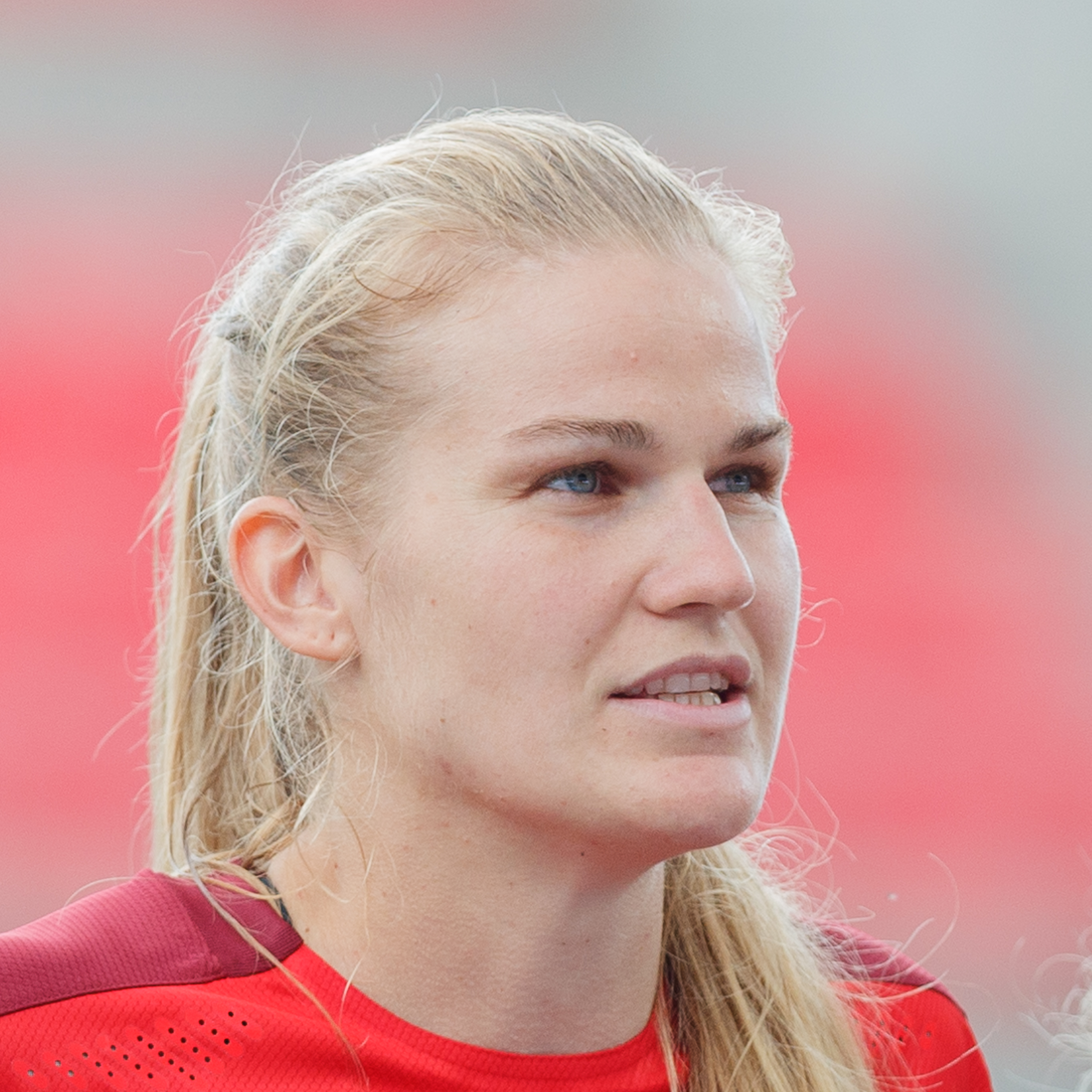
Rahel Kiwic (* 1991)

- Kiwiler, Johann († 1826), Schweizer Dieb
- Kiwiljow, Andrei (1973–2003), kasachischer Radrennfahrer
- Kiwior, Jakub (* 2000), polnischer Fußballspieler
- Kiwit, Jürgen (* 1956), deutscher Neurochirurg
- Kiwit, Walter (* 1931), deutscher Jurist, Oberkreisdirektor des Rhein-Sieg-Kreises
- Kiwit, Wilhelm (1883–1959), deutscher Verwaltungsbeamter und Oberbürgermeister
- Kiwitt, Freddy (* 1990), deutscher Boxer
- Kiwitt, Peter (1904–1969), deutscher Schauspieler
- Kiwitt, Pierre (* 1977), deutsch-französischer Schauspieler
- Kiwitter, Rudolf (* 1918), saarländischer Politiker (CVP, CDU), MdL
- Kiwitz, Heinz (1910–1938), deutscher Holzschneider
- Kiwitz, Willy (1896–1978), deutscher Maler und Grafiker

### Kiws
- Kiwschenko, Alexei Danilowitsch (1851–1895), russischer Maler und Hochschullehrer

### Kiwu
- Kiwus, Karin (* 1942), deutsche Schriftstellerin